# Abalistes
Genre
Abalistes est un genre de poissons téléostéens de la famille des Balistidae. On le trouve dans le bassin Indo-Pacifique et l'océan Atlantique.

## Liste d'espèces
Selon Catalogue of Life (3 juillet 2013), FishBase (3 juillet 2013) et World Register of Marine Species (23 janvier 2020) :
- Abalistes filamentosus Matsuura & Yoshino, 2004
- Abalistes stellaris (Bloch & Schneider, 1801)
- Abalistes stellatus (Anonymous, 1798)